# 林佳緒里
林 佳緒里（はやし かおり、1976年2月22日 - ）は、仙台放送の広報戦略局広報部社員、元アナウンサー。
神奈川県茅ヶ崎市出身。桐蔭学園女子部、お茶の水女子大学理学部生物学科を卒業後、1998年に仙台放送入社。中学・高校・大学を通じて岡田友香は先輩、元フジテレビアナウンサー・中村仁美は後輩にあたる。2000年夏から「FNN仙台放送スーパーニュース」にお天気キャスターとして出演を開始し、2002年春からはメインキャスターに昇格。
2009年9月から産休。同期は長田麻衣子（現在はNBCラジオ佐賀のパーソナリティ）。

## 過去の担当番組
- FNN仙台放送スーパーニュース（キャスター）
- 情報喫茶MOGA
- ヨジテレビ!（レポーター）